# Mitochondrialna Ewa
Niektóre z zamieszczonych tu informacji od 2020-05 wymagają weryfikacji.
Dokładniejsze informacje o tym, co należy poprawić, być może znajdują się w dyskusji tego artykułu.
 Po wyeliminowaniu niedoskonałości należy usunąć szablon {{Dopracować}} z tego artykułu.
Mitochondrialna Ewa – we współczesnej genetyce hipoteza o istnieniu kobiety, od której pochodzą współcześni ludzie, która prawdopodobnie żyła ok. 200 tys. lat temu. Nazwa mitochondrialna Ewa pochodzi od sposobu określenia jej wieku w badaniach naukowych, do których wykorzystano geny zawarte w ludzkich mitochondriach (mtDNA).
W większości komórek eukariotycznych znajdują się mitochondria, które dzielą się autonomicznie, niezależnie od podziału komórki. Materiał genetyczny obecny w mitochondriach dziedziczy się inaczej niż ten zawarty w jądrach komórkowych. Geny jądrowe (DNA) zwierzęta i rośliny rozmnażające się płciowo otrzymują po obojgu rodzicach, podczas gdy DNA mitochondrialny (mtDNA) jest dziedziczony po jednym rodzicu. W przypadku ludzi tylko kobieta przekazuje swój mtDNA potomkom (w komórce jajowej), ponieważ tylko komórka jajowa wnosi cytoplazmę, zawierającą mitochondria, do zygoty. W plemniku znajduje się zarówno DNA genomowy (jądrowy), jak i mitochondria, jednakże znajdują się one we wstawce plemnika, która nie wnika do komórki jajowej, tak więc mężczyzna nie przekazuje swoich mitochondriów potomstwu. Kobiety, które nie mają córek, nie przekazują mtDNA następnym pokoleniom. Taki sposób przekazywania genów mitochondrialnych oraz badania zmienności mtDNA w populacji pozwalają przypuszczać, że mitochondrialny DNA jest odziedziczony po mitochondrialnej Ewie, będącej przedstawicielem żeńskiej linii ostatniego wspólnego przodka żyjących obecnie ludzi. Nie należy mylić ostatniego wspólnego przodka po linii żeńskiej z ostatnim wspólnym przodkiem współczesnych ludzi (który według modelu matematycznego jest datowany na ok. 5000 lat temu) ani z pierwszym identycznym przodkiem (jest datowany na ok. 15000 lat) – linie wywodzące się od poszczególnych osobników ulegają wymarciu. Każda populacja o skończonej liczebności podlega bowiem zjawisku dryfu genetycznego, polegającego na losowym wahaniu się częstości poszczególnych alleli. W efekcie po odpowiednio długim czasie (o ile nie zajdzie nowa mutacja bądź napływ genów z innej populacji) w populacji utrwala się jeden z alleli, pozostałe zaś wymierają (dochodzi do koalescencji).
W wyniku porównywania DNA mitochondriów pochodzących od ludzi różnych grup etnicznych stwierdzono, że każdy żeński rodowód można ostatecznie sprowadzić do pojedynczej kobiety, mitochondrialnej Ewy. Obliczono, na podstawie podobieństw sekwencji genów, że ta mitochondrialna Ewa żyła w Afryce około 143–200 lub 140–240 tys. lat temu. Kobiety tej nie należy uważać za pramatkę ludzkości, bo współcześnie z nią żyło jeszcze wiele innych kobiet i mężczyzn, po których dziedziczymy geny jądrowe.